# Marc'Antonio Pasqualini
Marc'Antonio Pasqualini (o Marcantonio Pasqualini) detto Streviglio (Roma, 25 aprile 1614 – 2 luglio 1691) è stato un cantante castrato e compositore italiano.

## Biografia
Cantante d'opera castrato e occasionale compositore, fu uno dei sopranisti più conosciuti del suo tempo. Marc'Antonio Pasqualini iniziò giovanissimo la propria carriera di cantante. Il 1º aprile 1623, all'età di nove anni, entrò nel Coro della Chiesa di San Luigi dei Francesi a Roma, ove compì i suoi studi con V. Ugolini. Dal 1629 è al servizio del cardinale Antonio Barberini iuniore. Sotto la protezione del cardinale entrò nel gennaio 1631, a 17 anni, nel coro della Cappella Sistina, e nel 1655 fu nominato maestro di cappella. Si ritirò dalle sue funzioni nel 1659.
Godendo del favore della famiglia Barberini, a partire dal 2 marzo 1631 (Il Sant'Alessio di Stefano Landi) Pasqualini recitò molti ruoli di primo piano nelle opere messe in scena a Palazzo Barberini. 
Nel 1633 cantò nella prima assoluta di Erminia sul Giordano di Michelangelo Rossi.
Nel 1642 fu Bradamante nella prima assoluta di Il palazzo incantato d'Atlante di Luigi Rossi.
Nel 1647 su invito del cardinale Giulio Mazzarino, Pasqualini soggiornò a Parigi, dove partecipò alla creazione dell'opera Orfeo del suo compositore Luigi Rossi su libretto di Francesco Buti. Nell'opera, rappresentata con successo in prima assoluta il 2 marzo 1647 al Palais-Royal di Parigi con Atto Melani e Jacopo Melani, Pasqualini recitò il ruolo di Aristeo.
Al Metropolitan Museum di New York è conservato un ritratto idealizzato di Pasqualini dipinto nel 1641 da Andrea Sacchi. Il dipinto, che ritrae Pasqualini coronato dal dio Apollo, è sia ritratto che allegoria della musica.